# 泉巌夫
泉 巌夫（いずみ いわお、1934年3月26日 - 2003年10月9日）は、日本の実業家。讀賣テレビ放送（よみうりテレビ、読売テレビ）元代表取締役社長。富山県出身。

## 学歴
- 東京大学農学部卒業。

## 職歴
- 1958年4月1日 - 読売新聞入社。機械報道部長を歴任。
- 1984年4月1日 - 読売新聞大阪本社電子計算室室長。
- 1991年4月1日 - 読売新聞役員待遇経理局局長。
- 1994年4月1日 - 読売新聞取締役経理局局長。
- 2000年6月22日 - よみうりテレビ副社長。
- 2002年6月20日 - よみうりテレビ社長。
- 2003年10月9日 - 心不全のため69歳で逝去。